# (25016) 1998 QJ4
(25016) 1998 QJ4 est un astéroïde de la ceinture principale découvert en 1998.

## Description
(25016) 1998 QJ4 a été découvert le 18 août 1998 à l'observatoire de Reedy Creek, situé dans le Queensland, par John Broughton.

### Caractéristiques orbitales
L'orbite de cet astéroïde est caractérisée par un demi-grand axe de 2,37 UA, un périhélie de 1,88 UA, une excentricité de 0,21 et une inclinaison de 3,47° par rapport à l'écliptique. Du fait de ces caractéristiques, à savoir un demi-grand axe compris entre 2 et 3,2 UA et un périhélie supérieur à 1,666 UA, il est classé, selon la JPL Small-Body Database, comme objet de la ceinture principale d'astéroïdes.

### Caractéristiques physiques
(25016) 1998 QJ4 a une magnitude absolue (H) de 14,6 et un albédo estimé à 0,365.